# Yossel
Yossel est un roman graphique de Joe Kubert paru en 2003.

## Sujet du livre
Au printemps de l'année 1926 EC, Jacob Kubert, sa femme et sa fille Ida quittèrent la ville d'Yzeran, en Pologne orientale, et tentent de s'embarquer pour Southampton  en attendant de pouvoir émigrer aux États-Unis. Mme Kubert étant enceinte, leur demande de visa fut rejetée. Cependant, les Kubert étant une "engeance obstinée", ils embarquaient deux mois après la naissance de Joe (Yossel en yiddish).
Joe Kubert grandit à Brooklyn, et manifesta un don précoce pour le dessin. En 1939, il suivait les cours de la High School of Music and Art, tandis que Hitler envahissait la Pologne, et ne mesura la réalité de la Shoah qu'après 1945. Cependant, que se serait-il passé si les Kubert, ne pouvant faire route vers les États-Unis en 1926, étaient retournés à Yzeran ?

## Le récit
Le 19 avril 1943, au second soir de la Pâque, débute l'insurrection du ghetto de Varsovie. Le 8 mai 1943, le ghetto de Varsovie brûle. Yossel, 15 ans, se terre dans les égouts avec les derniers insurgés, dont Mordecai. Se sachant condamné, il serre ses trésors, quelques feuilles de dessin et un crayon, et se met à dessiner ces héros imaginaires qu'il a toujours dessinés. Lorsqu'on s'extasie de tels dons de dessin, qu'il doit sûrement tenir de famille, Yossel se souvient.

### D'Yzeran au ghetto
La Nuit de Cristal, qu'il n'avait suivi que distraitement, son père Yankel, le seul abatteur casher d'Yzeran, sa mère Ecka, sa sœur Chaya, ses comics. Puis les nazis qui se rapprochent d'Yzeran, la mère qui regrette de n'avoir pu émigrer en Amérique en 1926, les premiers décrets antisémites, dont Yossel n'a cure, jusqu'à l'expropriation de la famille Kubert et leur déportation dans le ghetto de Varsovie, dans l'insalubrité et sous la menace allemande permanente. Alors que les parents de Yankel demeurent "introuvables", Yossel rencontre Mordecaï dans un local de jeunes. Le temps passe, les déportations vers les "camps de travail" commencent, et les premières rumeurs : il s'agit de lieux de mort.
Yossel est remarqué pour ses dons artistiques par la police allemande, ce qui le sauve de la déportation à Auschwitz, alors qu'on y envoie sa famille. Il a quinze ans et ne les reverra plus.

### Témoignage d'un sonderkommando
Peu après, la résistance s'organise. Alors que le ghetto dépérit et que les rumeurs de mort continuent, Yossel est abordé par « un homme ou ce qui avait été un homme » qui le reconnaît, un rescapé d'un camp d'extermination. Aux révolutionnaires qui ne veulent pas croire à ce conte de fées supplémentaire, l'homme raconte : parqué dans un train de bétail, il est débarqué tandis que les Sonderkommandos emmènent les cadavres. Un officier allemand effectue la première d'une longue série de Selektionen. Hommes et femmes sont ensuite séparés, tatoués « comme des animaux » (sic), tondus, désinfectés, dévêtus, dépouillés de leurs vêtements et possessions, revêtus d'uniformes rayés, et parqués dans des baraquements de 30 mètres sur 8 et 7 de hauteur, à raison de 500 âmes par baraquement, sans eau ni chauffage et avec un seau pour les besoins. Soumis à des travaux éprouvants, parfois sans autre raison que d'affaiblir, à l'appel quotidien quel que soit le temps, sous-nourris, éliminés dès le moindre signe de faiblesse, les hommes se transforment en squelettes vivants, en nombres, en ombres « qui ne savent pas qu'ils sont morts ». 
L'homme, résolu à survivre, parvient à force de labeur, à se faire remarquer de ses maîtres et à être nommé lui-même sonderkommando. Bénéficiant de certains « privilèges », comme de pouvoir se déplacer entre les différentes parties du camp et d'un meilleur traitement que les prisonniers ordinaires, pour « accueillir les nouveaux arrivants » et « traiter les sous-produits » comme les chaussures, les cheveux, les bagages, les brosses, etc., il comprend un jour que son travail ne consiste pas uniquement à charrier les cadavres vers des fosses où ils sont brûlés. Il est en effet témoin direct d'un gazage, à la suite de quoi il doit récupérer sur les corps tout objet de valeur, comme les cheveux et les couronnes en or, avant de les enfourner dans les fours crématoires. Ayant répété cette tâche de nombreuses fois, il mûrit lentement un plan d'évasion, malgré les chances minimes et les conséquences en cas d'échec. Celle-ci réussit, et le fugitif, affamé, isolé, ne trouve à se réfugier que dans le ghetto parmi ses frères juifs.
Arrivé à ce stade du récit, l'homme se fait connaître comme l'ancien rabbin d'Yzeran et dévoile à Yossel le sort de sa famille : sa mère et sa sœur ayant été dirigés à gauche, c'est-à-dire vers la chambre à gaz, le père de Yossel a choisi de les suivre, malgré les tentatives de sa mère pour le repousser.

### La révolte s'organise
Le conseil refusant de porter foi au témoignage du rabbin, Mordecai décide d'agir et de combattre. Armés de fil de fer, de tuyaux et de métal, les membres de son groupe tuent un soldat isolé, font disparaître son corps et le dépouillent de ses armes. Au cours des jours suivants, ils en assassinent quelques autres et se constituent un arsenal. Alors que Yossel rédige des tracts d'appel à la révolte à la demande de Mordecai, celui-ci lui apprend l'exécution du rabbin, retrouvé et pendu par les nazis.
Le lendemain, Yossel se rend comme chaque jour au centre de commandement allemand, où l'on admire ses « héros du troisième Reich ». Il dissimule par la même occasion deux grenades sous la table, qui explosent peu après son départ, détruisant l'édifice et ses occupants. Les représailles ne se font pas attendre : le 19 avril 1943, au second soir de la Pâque, deux mille soldats allemands arrivent en renfort au ghetto en vue de le liquider.

### Mourir en êtres humains
Contrairement aux remarques méprisantes des soldats allemands, les Juifs font la preuve qu'ils « possèdent des tripes pour se battre », mettant en échec la première vague d'assaut. Les insurgés emmènent l'un des leurs tombé au combat et réalisent les rites de deuil. Malgré les scènes d'horreur, ils parviennent à tenir tête à l'armée allemande pendant un mois, au point d'inquiéter le commandement supérieur. Cependant, celui-ci décide d'incendier chaque immeuble, réduisant les possibilités de déplacement. Les insurgés, après un dernier éclat, ne peuvent que s'enfuir par les égouts et découvrir que leur route est coupée par les bombardements. Ils ne peuvent plus que « les » attendre, et mourir dans une ultime confrontation, où ils meurent en combattant, brûlés par un lance-flamme. L'officier du groupe d'assaut se penche sur l'une des feuilles de dessin de Yossel, où il avait dessiné ses héros, et rejette la page. Blanche.

## Publication
- Joe Kubert, Anne Capuron (traductrice), Yossel 19 avril 1943 (une histoire du soulèvement du ghetto de Varsovie), Collection Contrebande, éd. Delcourt (19 janvier 2005),  (ISBN 2-84789-669-4)